# Список умерших в 1062 году
В этой статье представлен список известных людей, умерших в 1062 году.
См. также: Категория:Умершие в 1062 году

## Январь
- 27 января — Аделаида Венгерская — княгиня-консорт Чехии (1061—1062), жена князя Вратислава II

## Февраль
- 2 февраля — Атенульф I[англ.] — герцог Гаэты и граф Аквино с 1045 года

## Март
- 9 марта — Герберт II — граф Мэна с 1051 года.

## Май

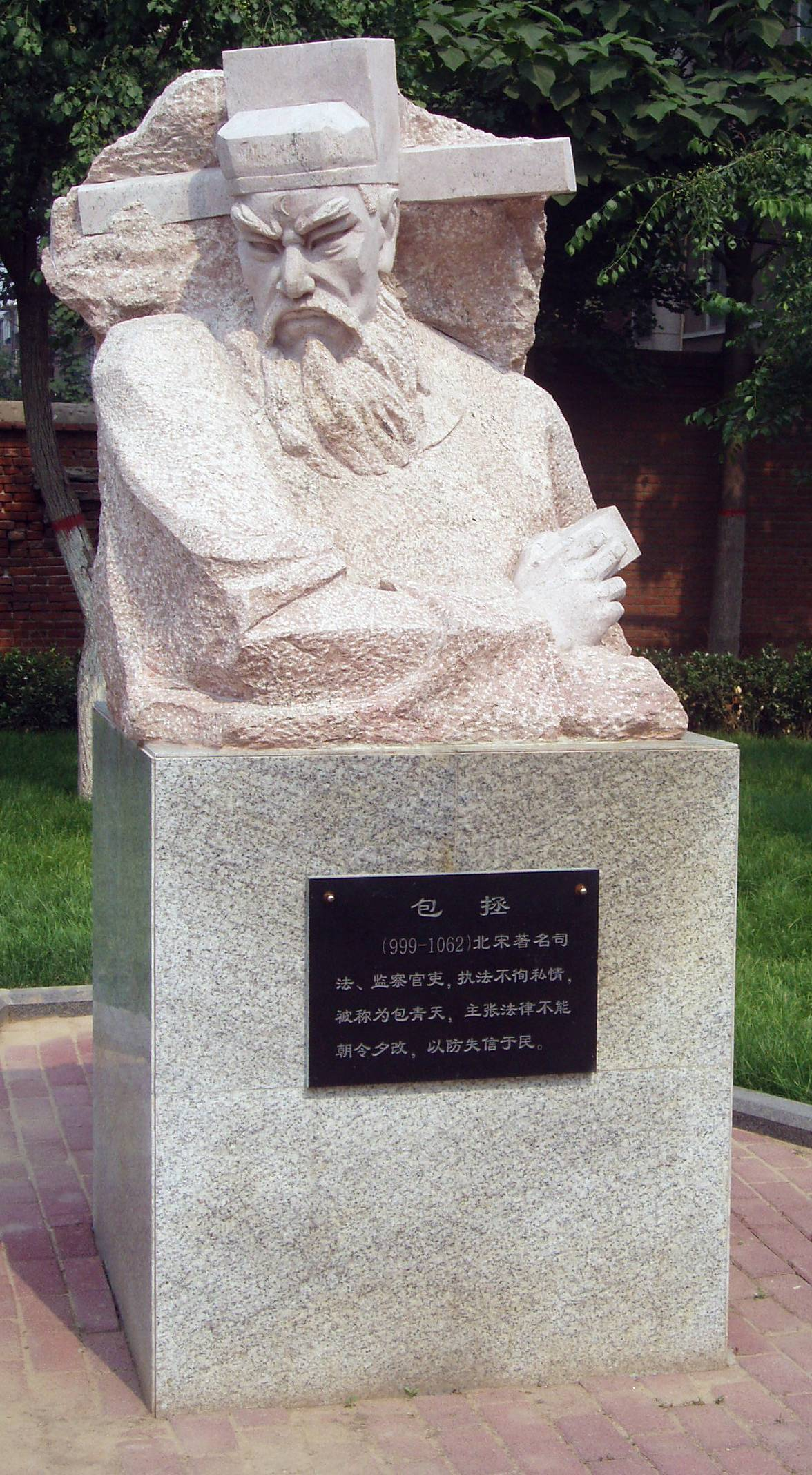
Бао Чжэн

- 20 мая — Бао Чжэн — китайский государственный деятель и судья времён эпохи империи Сун

## Август
- аль-Муизз-Шараф ад-Даула ибн Бадис — амир государства зиридов с 1016 года.

## Дата неизвестна или требует уточнения
- Абу Мансур Фулад Сутун ибн Марзубан[англ.] — последний буидский амир Фарса с 1056 года
- Вильельм IV — граф Веймара с 1039 года, пфальцграф Саксонии (1042—1043), маркграф Мейсена с 1046 года.
- Жоффруа I — граф Прованса (1018—1061/1062), маркиз Прованса (1050/1054 — 1061/1062)
- Муизз ад-Дайла Симал ибн Салих[англ.] — амир Алеппо (1042—1057, 1061—1062)
- Хакон Иварссон — норвежский государственный деятель.
- Эльфгар — эрл Восточной Англии (1051—1052, 1053—1057), эрл Мерсии (1057—1062)